# Ariane Radfan
Ariane Radfan, verheiratete Ariane Hornung, (* 5. April 1965 in Sangerhausen) ist eine ehemalige deutsche Volleyballspielerin.
Ariane Radfan spielte während ihrer Karriere insgesamt 282 Mal in den Nationalmannschaften der DDR bzw. Deutschlands. 1988 nahm sie mit der Volleyball-Nationalmannschaft der DDR an den Olympischen Spielen in Seoul teil und belegte dort Platz fünf. 1990 wurde sie zur Volleyballerin des Jahres gewählt. Ariane Radfan spielte für SC Dynamo Berlin (sechs Mal DDR-Meister), Occhi Verdi Modena und USC Münster. Heute arbeitet Ariane Hornung als IT-Trainingsberaterin in Münster. Ihre Schwester Constance Radfan spielte ebenfalls in der deutschen Volleyball-Nationalmannschaft.
Sie wurde vom Sportbund der Stadt Münster beim Ball des Sports 1994 als Sportlerin des Jahres ausgezeichnet.